# Boirina de lava

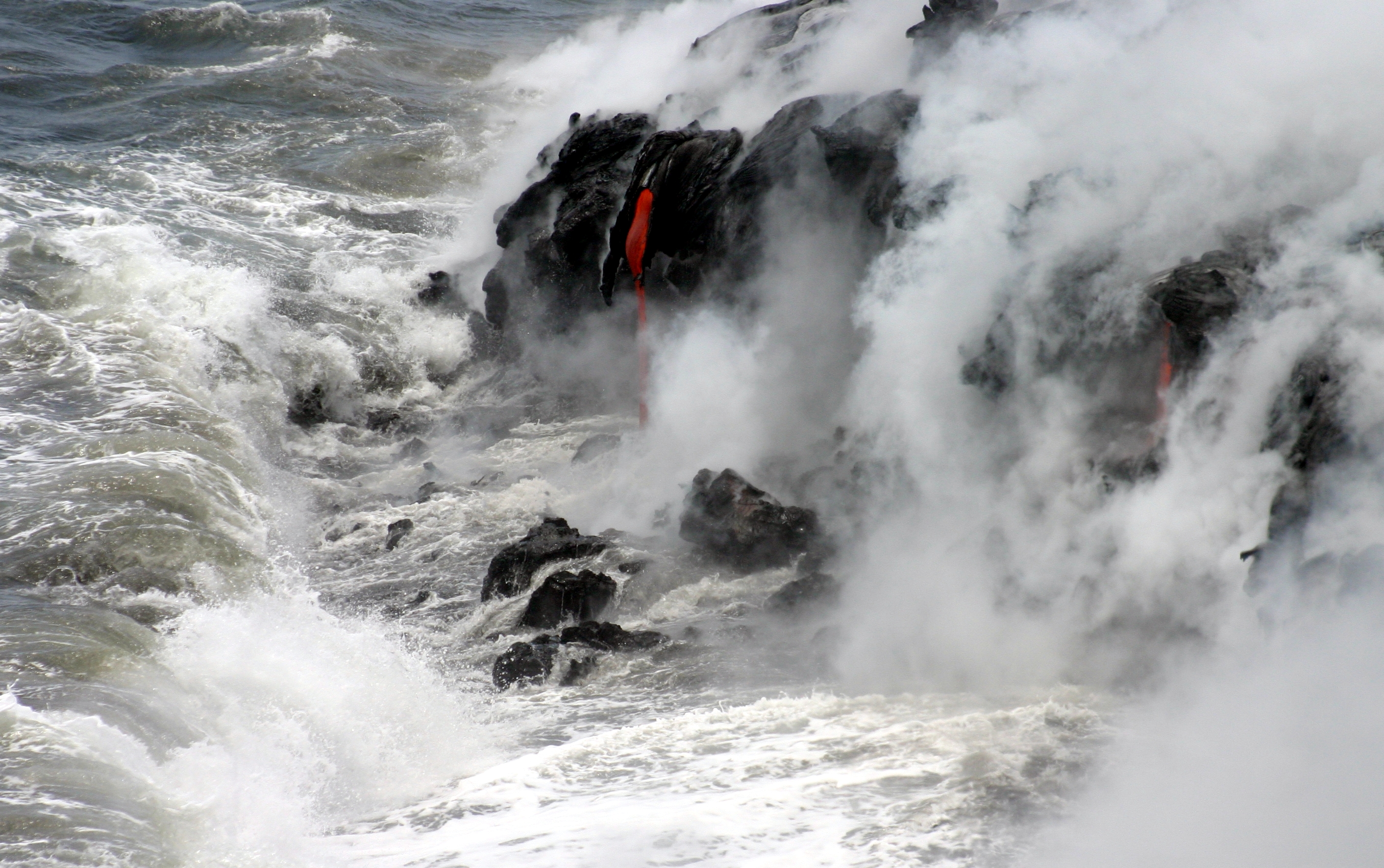
Boirina de lava del tipus pāhoehoe que flueix cap a l'oceà Pacífic, Hawaii

La boirina de lava (en anglès, laze, un mot creuat de lava i haze (boirina)) es refereix a les pluges àcides i la contaminació de l'aire derivades d'explosions de vapor d'aigua i grans columnes de núvols que contenen àcids extremadament condensats (principalment àcid clorhídric) que apareix quan els fluxos de lava fosa entren als freds mars o oceans.
La boirina de lava es crea per la interacció de la lava calenta i l'aigua freda del mar, a diferència del boirum volcànic provinent de les fissures volcàniques.
Les altíssimes temperatures dels fluxos de lava (1200 °C) provoquen que l'aigua del mar es descompongui en hidrogen i oxigen. L'hidrogen es combina amb els ions de clor dissolts en aigua de mar, formant clorur d'hidrogen gasós.
L'USGS va informar l'any 2000 que es va informar que dues persones van morir després d'exposar-se a la boirina de lava. L'àcid clorhídric i altres contaminants poden precipitar-se ràpidament i la borina de lava pot ser relativament segura a uns pocs centenars de metres, però s'ha de mostrar un cert respecte a les boirines de lava perquè poden matar a persones només amb el seu contacte.